# Peter Gratian Grimm
Peter Gratian Grimm (* 28. Juli 1901 als Peter Josef Grimm in Jügesheim; † 24. November 1972 in Lindenfels) war ein katholischer Missionsbischof in China und Indonesien. Er gehörte dem Orden der Kapuziner an.

## Leben und Werk

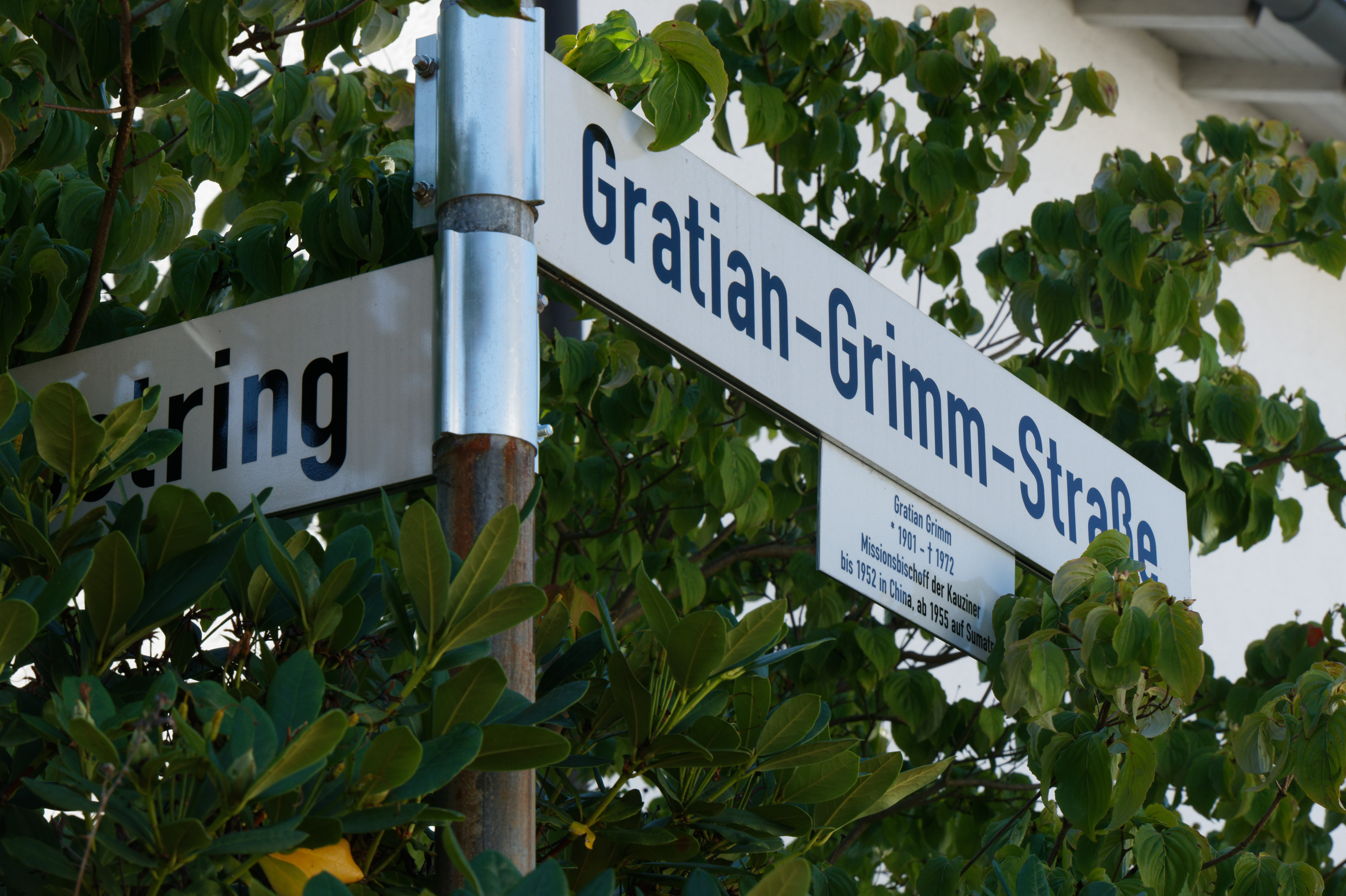
Gratian-Grimm-Straße in Jügesheim

Peter Josef Grimm war der Sohn von Franz Karl Grimm und dessen Ehefrau Christina, geborene Weitz. Er besuchte bis 1915 die Volksschule in Jügesheim. Danach erlernte er wie sein Vater den Beruf des Feintäschners. Nach einer schweren Erkrankung in den 1920er-Jahren gab er diesen Beruf auf, um Missionar zu werden.
Grimm besuchte zunächst das bischöfliche Konvikt in Dieburg. Am 16. September 1924 trat er in Krefeld als Frater Gratian in den Kapuzinerorden ein. Als Novize holte er in den Klosterschulen in Zell am Harmersbach (Schwarzwald) und Bocholt die gymnasiale Schulbildung nach. In Münster (Westfalen) studierte er Philosophie und Theologie. Dort wurde er am 10. August 1930 zum Priester geweiht. Seine Primiz feierte er in Jügesheim.
Als Missionar der Rheinisch-Westfälischen Ordensprovinz wurde Grimm 1933 nach China entsandt. In der Provinz Gansu fing er als Stationsmissionar an und stieg dann zum Prokurator auf. Papst Pius XII. ernannte ihn während des chinesischen Bürgerkriegs am 21. April 1949 zum Bischof von Tianshui. Die Bischofsweihe erteilte ihm der chinesische Franziskanerbischof Silvester Wang am 25. Juli 1949. Nach Ausrufung der Volksrepublik China geriet die Missionsarbeit unter Druck. 1952 wurde Grimm zusammen mit anderen Missionaren ausgewiesen.
Nach seiner Rückkehr nach Deutschland lebte Grimm im Kapuzinerkonvent in Frankfurt am Main. Er hielt Vorträge und übernahm bischöfliche Hilfsdienste. So weihte er mehrere Kirchen, unter anderem St. Marien (Dudenhofen), Maria, Königin des Friedens in Wenings und die Klosterkirche des Klosters Bensheim.
Seine nächste Missionsstelle führte Gratian Grimm im Februar 1955 auf die Insel Nias, die heute zu Indonesien gehört. Mit fünf seiner früheren China-Missionare baute er dort eine Apostolische Präfektur in der Hafenstadt Sibolga auf, die er als Administrator leitete. Innerhalb von 13 Jahren vervierfachte sich die Zahl der Katholiken dort auf rund 50.000. Aus der Apostolischen Präfektur entstand später das Bistum Sibolga.
Bischof Gratian nahm am Zweiten Vatikanischen Konzil (1962–1965) in Rom teil. Nach weiteren drei Jahren in seinem Missionsgebiet kehrte er 1968 wegen einer Krankheit nach Deutschland zurück.

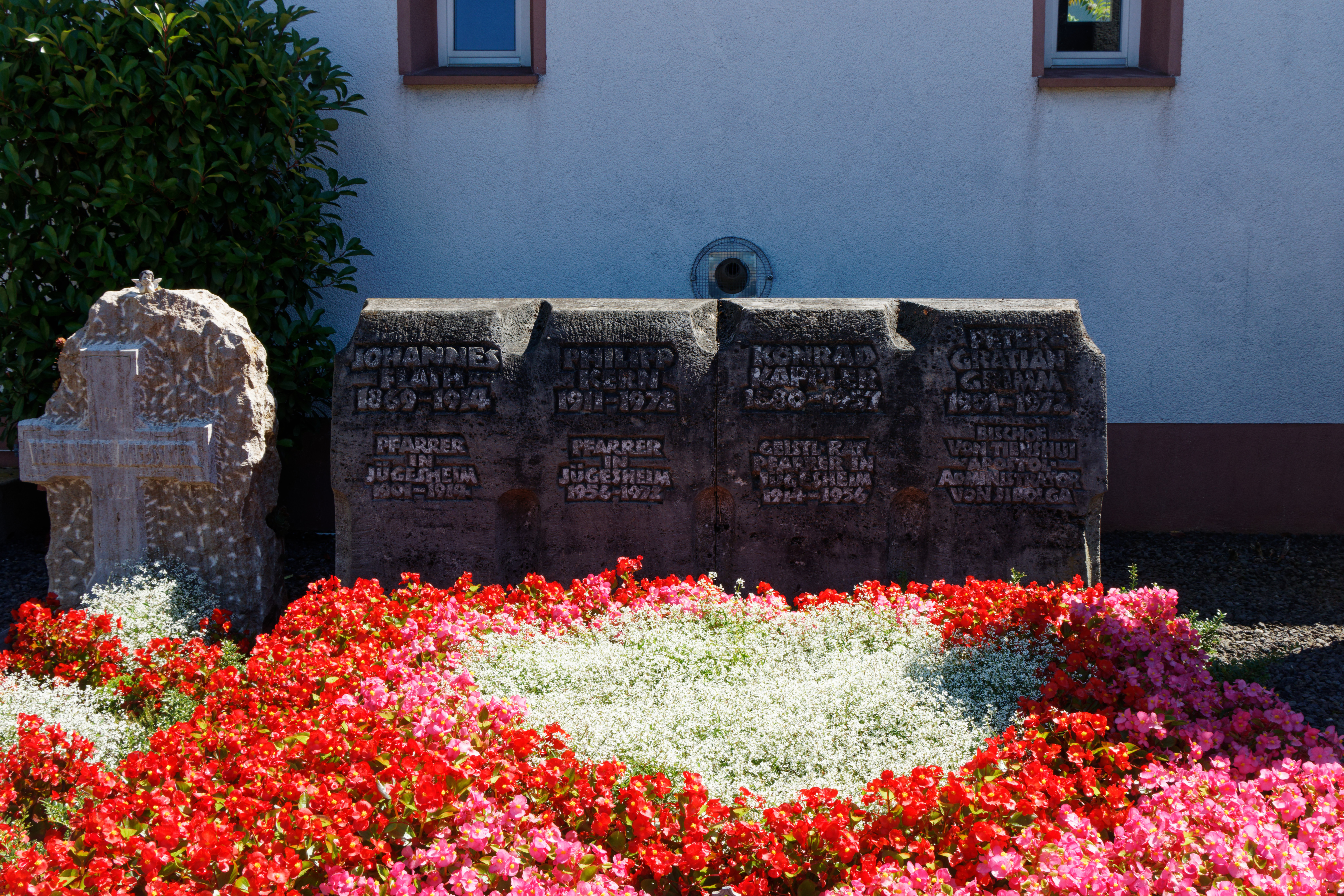
Priestergräber auf dem alten Friedhof Jügesheim, rechts das Grab von Peter Gratian Grimm

Peter Gratian Grimm starb in Lindenfels (Odenwald) und wurde in seinem Heimatort neben anderen katholischen Priestern begraben. Eine Straße des heutigen Rodgauer Stadtteils Jügesheim ist nach ihm benannt.